# Известия Историко-филологического института князя Безбородко
Изве́стия Исто́рико-филологи́ческого институ́та кня́зя Безборо́дко (Извѣстія Историко-филологическаго института князя Безбородко въ Нѣжинѣ) — историко-филологический альманах, издававшийся в Нежине с 1877 года до 1916 год.

## Общие сведения
Историко-филологический альманах «Извѣстія Историко-филологическаго института князя Безбородко въ Нѣжинѣ» издавался в 1877—1916 годах Историко-филологическим институтом князя Безбородко в городах Нежин, Киев и Москва. Он публиковал результаты научных работ по филологии, истории, психологии и праву.
Историческая часть альманаха представлена широким спектром исследований по характерным для того времени проблем. В частности, по истории Древнего Рима (И. Турцевич, В. Пискорский, П. Люперсольский), истории православия (М. Лилеев, М. Казминский) и славяноведения (В. Качановский, А. Будилович, М. Бережков).